# Philipp Knochner
Philipp Knochner (* 22. Mai 1993 in München) ist ein deutscher Fußballspieler. Der Mittelfeldspieler spielt für den SV Schalding-Heining.

## Karriere
Philipp Knochner spielte zunächst für die TuS Großkarolinenfeld und den TSV 1860 Rosenheim. Mit 16 Jahren ging er zum Wacker Burghausen. Seit der Saison 2012/13 spielt er in der Zweiten Mannschaft von Wacker Burghausen. Am 2. Spieltag der Saison 2013/14 machte er gegen den MSV Duisburg sein Debüt für die Profimannschaft. Zur Saison wechselte Knochner vom SV Wacker innerhalb der Regionalliga Bayern zum SV Schalding-Heining. Nachdem er sich mit den Passauer Vorstädtern einige Jahre in der Regionalliga halten konnte, stieg der SVS zur Saison 2021/22 ab. Knochner hielt den Schaldinger die Treue und gewann in der Folgesaison die Meisterschaft in der Fußball-Bayernliga 2022/23. Die Schaldinger stiegen jedoch direkt wieder ab, Knochner konnte im Saisonendspurt nicht mehr mithelfen da er sich gegen die zweite Mannschaft der SpVgg Greuther Fürth das Kreuzband gerissen hatte. Zur Winterpause 2024/25 gab Stadtrivale 1. FC Passau bekannt das Knochner mit sofortiger Wirkung zum abstiegsbedrohten Landesligist wechselt, er wird dort spielender Co-Trainer.